# Мауга-Афі
Мауга-Афі («Палаюча гора» або «Вогняна гора») — вулканічна гора в районі Гагаіфомауга на острові Саваї, Самоа. Має висоту 1847 м . 
Останнє виверження Мауга-Афі відбулося приблизно в 1768 році. За ним спостерігав Луї Антуан де Бугенвіль, коли пропливав повз Саваї.  Лава з цієї послідовності виверження вкрила величезні території північного узбережжя Саваї.  :7